# Makenson Gletty
Makenson Gletty (né le 2 avril 1999 à Mirebalais en Haïti) est un athlète français spécialiste des épreuves combinées.

## Biographie
Makenson Gletty naît en Haïti et est adopté par une famille française installée en Haute-Savoie.

## Carrière sportive
Champion de France cadet du décathlon en 2016, il devient champion de France junior en 2018.
Il est sacré champion de France de l'heptathlon à l'occasion des championnats de France en salle 2023 à Aubière, en portant son record personnel à 6 090 pts. Il se classe 9e des championnats d'Europe en salle d'Istanbul. Il est par la suite sacré champion de France de décathlon aux championnats de France d'athlétisme 2023 à Albi, en portant son record personnel à 8 279 pts. En septembre 2023, il remporte le Décastar à Talence avec 8 443 pts, tout près des minima olympiques.
Makenson Gletty termine à la 5e place de l'heptathlon lors des championnats du monde en salle 2024 à Glasgow.
Aux Jeux Olympiques de Paris 2024, il termine 12e du décathlon hommes.

### Première médaille internationale
Le 11 juin 2024, Makenson Gletty décroche sa première médaille internationale en prenant la troisième place du décathlon des Championnats d'Europe.
Au cours de la compétition, il établit son record personnel avec 8606 points en battant ses records dans quatre épreuves: le 100 mètres, le saut en longueur, le 400 mètres et le 110 mètres haies. Il devient le deuxième décathlonien français à franchir la barre des 8600 points. Cette performance lui permet de réaliser les minimas pour les jeux olympiques de Paris,,,,,.
Lors de ce championnat, il court le 110 mètres haies deux fois : étant resté la première fois dans les starting-blocks à cause d'un haut-parleur défaillant, il est autorisé, après réclamation, à recourir seul,,.

### Clubs
| Club                                        | Période   |
| ------------------------------------------- | --------- |
| CA Ambilly                                  | 2007-2010 |
| Arve Athlétisme Bonneville - Pays Rochois   | 2011-2014 |
| Entente Athlétique de l’Arve                | 2014-2017 |
| Montpellier Athletic Méditerranée Métropole | 2018-2023 |
| Nice Cote d’Azur Athlétisme                 | 2023-…    |

## Carrière professionnelle
En février 2023, Makenson Gletty intègre la police nationale en tant que « réserviste opérationnel ».

## Palmarès

### International
| Date | Compétition                    | Lieu     | Résultat | Épreuve    | Marque    |
| ---- | ------------------------------ | -------- | -------- | ---------- | --------- |
| 2023 | Championnats d'Europe en salle | Istanbul | 9e       | Heptathlon | 5 133 pts |
| 2024 | Championnats du monde en salle | Glasgow  | 5e       | Heptathlon | 6 187 pts |
| 2024 | Championnats d'Europe          | Rome     | 3e       | Décathlon  | 8 606 pts |
| 2024 | Jeux olympiques                | Paris    | 12e      | Décathlon  | 8 309 pts |

### National
| Date | Compétition                     | Lieu    | Résultat | Épreuve    | Performance |
| ---- | ------------------------------- | ------- | -------- | ---------- | ----------- |
| 2023 | Championnats de France en salle | Aubière | 1er      | Heptathlon | 6 090 pts   |
| 2023 | Championnats de France          | Albi    | 1er      | Décathlon  | 8 279 pts   |
| 2025 | Championnats de France          | Talence | 1er      | Décathlon  | 8 258 pts   |

## Records
| Épreuve           | Performance   | Lieu        | Date              |
| ----------------- | ------------- | ----------- | ----------------- |
| 100 m             | 10 s 55       | Rome        | 10 juin 2024      |
| Saut en longueur  | 7,59 m        | Rome        | 10 juin 2024      |
| Lancer du poids   | 16,64 m       | Paris       | 2 août 2024       |
| Saut en hauteur   | 2,05 m        | Montpellier | 11 mai 2019       |
| 400 m             | 47 s 48       | Paris       | 2 août 2024       |
| 110 m haies       | 13 s 88       | Rome        | 11 juin 2024      |
| Lancer du disque  | 46,47 m       | Vénissieux  | 6 septembre 2020  |
| Saut à la perche  | 5,07 m        | Talence     | 24 septembre 2023 |
| Lancer du javelot | 61,64 m       | Saint-Paul  | 19 décembre 2020  |
| 1 500 m           | 4 min 25 s 33 | Talence     | 2 août 2025       |
| Décathlon         | 8 606 pts     | Rome        | 11 juin 2024      |

| Épreuve          | Performance   | Lieu         | Date                           |
| ---------------- | ------------- | ------------ | ------------------------------ |
| 60 m             | 6 s 89        | Aubière      | 28 janvier 2023                |
| Saut en longueur | 7,33 m        | Aubière      | 27 janvier 2024                |
| Lancer du poids  | 16,95 m       | Glasgow      | 2 mars 2024                    |
| Saut en hauteur  | 1,98 m        | Lyon Aubière | 3 février 2018 28 janvier 2024 |
| 60 mètres haies  | 7 s 86        | Aubière      | 28 janvier 2024                |
| Saut à la perche | 5,01 m        | Aubière      | 28 janvier 2024                |
| 1 000 m          | 2 min 37 s 55 | Aubière      | 19 février 2023                |
| Heptathlon       | 6 230 pts     | Aubière      | 28 janvier 2024                |

## Meilleures performances par année
| Année | Points    | Date              | Lieu        | Rang mondial |
| ----- | --------- | ----------------- | ----------- | ------------ |
| 2016  | 7 088 pts | 18 juin 2016      | Gueret      | N/A          |
| 2017  | 7 641 pts | 14 mai 2017       | Montpellier | 10 (U20)     |
| 2018  | 7 697 pts | 23 juin 2018      | Oyonnax     | 5 (U20)      |
| 2019  | 7 747 pts | 12 mai 2019       | Montpellier | 65           |
| 2020  | 7 978 pts | 19 décembre 2020  | Saint-Paul  | 16           |
| 2021  | 7 446 pts | 11 juillet 2021   | Tallinn     | 141          |
| 2022  | 8 141 pts | 18 septembre 2022 | Talence     | 29           |
| 2023  | 8 443 pts | 24 septembre 2023 | Talence     | 14           |
| 2024  | 8 606 pts | 11 juin 2024      | Rome        |              |

| Année | Points    | Date            | Lieu    | Rang mondial |
| ----- | --------- | --------------- | ------- | ------------ |
| 2016  | ‘’N/A’’   | ‘’N/A’’         | ‘’N/A’’ | ‘’N/A’’      |
| 2017  | 5 551 pts | 5 février 2017  | Rennes  | 7 (U20)      |
| 2018  | 5 644 pts | 4 février 2018  | Lyon    | 2 (U20)      |
| 2019  | 5 639 pts | 17 février 2019 | Miramas | 56           |
| 2020  | ‘’N/A’’   | ‘’N/A’’         | ‘’N/A’’ | ‘’N/A’’      |
| 2021  | ‘’N/A’’   | ‘’N/A’’         | ‘’N/A’’ | ‘’N/A’’      |
| 2022  | ‘’N/A’’   | ‘’N/A’’         | ‘’N/A’’ | ‘’N/A’’      |
| 2023  | 6 090 pts | 19 février 2023 | Aubière | 11           |
| 2024  | 6 230 pts | 28 janvier 2024 | Aubière |              |